# Maxchernes plaumanni
Maxchernes plaumanni är en spindeldjursart som beskrevs av Beier 1974. Maxchernes plaumanni ingår i släktet Maxchernes och familjen blindklokrypare. Inga underarter finns listade i Catalogue of Life.